# Collinsville, Illinois
Collinsville là một thành phố thuộc quận Madison, tiểu bang Illinois, Hoa Kỳ. Năm 2010, dân số của thành phố này là 25579 người.

## Dân số
Dân số qua các năm:
- Năm 2000: 24707 người.
- Năm 2010: 25579 người.